# USS LST-33
O USS LST-33 foi um navio de guerra norte-americano da classe LST que operou durante a Segunda Guerra Mundial.